# Гэрл Гайд
«ГЁРл Гайд» (пол. Girl Guide) — польский художественный фильм, снятый в 1995 году в жанре шпионской комедии режиссёром и сценаристом Юлиушем Махульским.

## Сюжет
К безработному преподавателю английского языка Юзеку Галице обращается Кинга, красивая девушка — невеста таинственного американца Гари, с просьбой заняться с ней репетиторством. Вскоре она должна выйти замуж. Но когда занятия заканчиваются, американец исчезает, оставив после себя загадочный чемодан. Юзек, по просьбе девушки, пробует ей помочь в поисках пропавшего, однако оказывается втянутым в гангстерско-шпионскую авантюру международного масштаба. Следы ведут к американским и арабским мафиозным группам, в игре задействованы огромные суммы денег и устройства для управления ядерными боеголовками под названием «girl»…

## В главных ролях
- Павел Кукиз — Юзек Галица
- Рената Габриельская — Кинга Мацеевская
- Томаш Томашевский — Гари
- Станислав Радван — Станислав, сосед Юзека
- Хуан Карбаял — Юсуф Нахмад.

## Награды
В 1995 г. на кинофестивале польского фильма в Гдыне «Гэрл Гайд» стал победителем награды «Złote Lwy» (Золотые львы), получил приз зрительских симпатий «Złoty Klakier», Павел Кукиз — приз Польского фонда культуры за лучший актёрский дебют.

## О фильме
Фильм снят в рекордно короткие сроки всего за восемнадцать дней при небольшом бюджете. Как и большинство комедий Махульского имел большой успех.
В главной роли режиссёр снял новичков, — харизматичного Павла Кукиза, лидера знаменитой рок-группы «Piersi», а также фотомодель и королеву красоты, студентку Ренату Габриельскую, которые безупречно создали уникальный дуэт.
Важную роль в фильме играет музыка в исполнении группы «Piersi» и фолк-группы «Trebunie Tutki», которая звучит одновременно регги-группой «Twinkle Brothers» с Ямайки.